# Bretenoux
Bretenoux es una comuna francesa situada en el departamento de Lot, en la región Occitania.

## Demografía
| 931 | 1071 | 1115 | 1213 | 1211 | 1231 | 1359 |
| Para los censos de 1962 a 1999 la población legal corresponde a la población sin duplicidades (Fuente: INSEE [Consultar]) |      |      |      |      |      |      |